# Moulins-la-Marche
Moulins-la-Marche är en kommun i departementet Orne i regionen Normandie i nordvästra Frankrike. Kommunen ligger i kantonen Moulins-la-Marche som tillhör arrondissementet Mortagne-au-Perche. År 2022 hade Moulins-la-Marche 717 invånare.

## Befolkningsutveckling
Antalet invånare i kommunen Moulins-la-Marche
| Referens: INSEE |